# Fernand Massart
Fernand Daniel Louis Massart (Maizeret, 2 oktober 1918 - Beez, 13 mei 1997) was een Belgisch volksvertegenwoordiger en burgemeester. 

## Levensloop
Onderofficier in 1938, handelaar in ijzerwaren van 1938 tot 1940, was hij laadknecht toen de oorlog uitbrak. Hij nam deel aan het verzet binnen de clandestiene Wallonie Libre, maar toen hij werd verklikt, vluchtte hij naar Spanje. Hij werd er gearresteerd in december 1941, maar kon zich doen doorgaan voor Canadees en werd aan de Engelse overheid overgemaakt. Hij werd in het Engels leger opgenomen en nam deel aan de campagnes van Malta, Tarente en Joegoslavië. Bij zijn terugkeer in België sloot hij zich weer aan bij Wallonie Libre en bij het Congrès national wallon. Hij werkte van 1945 tot 1957 bij de Socialistische Mutualiteiten in Charleroi en werd een van de voornaamste gangmakers van de Waalse Beweging, waarin hij actief was tussen 1960 en 1992. In 1946 werd hij gemeenteraadslid in Beez, waar hij van 1970 tot 1976 burgemeester was.
Hij voerde actie tijdens de koningskwestie, tegen de terugkeer van de koning. In 1960-61 nam hij actief deel aan de stakingen tegen de Eenheidswet en hij sloot aan bij de Mouvement populaire wallon van André Renard.
In 1957 werd hij voor de PSB verkozen tot lid van de Kamer van volksvertegenwoordigers voor het arrondissement Namen. Hij stemde tegen alle taalwetten. In 1963 nam hij ontslag uit de socialistische partij, uit onvrede met de naar zijn mening te lakse houding van de partij, die zich onder meer niet achter het petitionnement schaarde dat 645.699 handtekeningen had verzameld voor een referendum en tegen de aanpassing van het aantal parlementszetels. Hij bleef zetelen als onafhankelijk parlementslid tot aan de verkiezingen van 1965.
Hij stapte over naar het Rassemblement Démocratique Wallon en stichtte een afdeling van die partij in Namen. Hij nam deel aan de wetgevende verkiezingen van 1965, maar werd niet verkozen. Hij zocht toen toenadering met de partijen van François Perrin in Luik en Robert Moreau in Charleroi en ze stichtten samen het Rassemblement Wallon. Hij werd in 1968 opnieuw verkozen in de Kamer en vervulde dit mandaat tot in 1977. Van 1977 tot 1978 was hij vervolgens provinciaal senator voor Luxemburg in de Belgische Senaat.
Toen het slecht ging met het Rassemblement Wallon werd hij er van 1977 tot 1983 vicevoorzitter en in 1983 voorzitter, tot de ontbinding van de partij in 1986. Hij was voorstander van de aanhechting van Wallonië bij Frankrijk en sloot zich na de ontbinding van het RW in 1987 aan bij de Mouvement wallonne pour la Retour à la France.

## Publicatie
- Salut et Fraternité, Beez, 1994